# Pilotrichella profusicaulis
Pilotrichella profusicaulis là một loài Rêu trong họ Meteoriaceae. Loài này được Paris mô tả khoa học đầu tiên năm 1897.